# Epicauta punctata
Epicauta punctata es una especie de coleóptero de la familia Meloidae.

## Distribución geográfica
Habita en Rusia.